# Tommaso Poncini
Tommaso Poncini (polnisch Tomasz Poncino; * um 1590, heimatberechtigt in Viglio; † 1659 in Warschau) war ein Tessiner Baumeister und Architekt in Polen. Der Palast der Krakauer Bischöfe in Kielce gilt als sein Hauptwerk.

## Leben und Wirken
Tommaso Poncini wurde um 1590 geboren. Seine Eltern waren Giulio und Lucia Poncini. Er war viermal verheiratet, mit Agnieszka Świeykowska, Katarzyna Ruszkowiczówna, Barbara Gródnicka und zuletzt mit Anna Sekułanka.
Poncini ist ab 1620 in Polen urkundlich nachweisbar. In Warschau arbeitete er zuerst als Maurer und später als Architekt für den Königshof. Jakub Zadzik, Bischof von Krakau, erteilte ihm 1637 den Auftrag zur Errichtung eines Palasts in Kielce, an dem Poncini bis 1641 tätig war. Nach der Zerstörung der Rakówer Akademie in sozinianischen Akademie leitete er von 1640 bis 1645 den Bau der Dreifaltigkeitskirche in Raków. Die Errichtung der Grabkapelle bei der Krakauer Kathedrale schloss sich an. Für Maciej Łubieński, Primas von Polen-Litauen erbaute er von 1641 bis 1644 drei Schiffe der Kapelle des Gnadenbildes von Częstochowa (Tschenstochau). Ebenfalls leitete er für Łubieński von 1652 bis 1654 den weiteren Umbau der Kathedrale von Łowicz, an dem auch sein Bruder Andrea (Andrzej) mitwirkte. Poncinis Stil verband Elemente der lombardischen Architektur des 16. Jahrhunderts mit dem römischen Frühbarock, die seinerzeit in der polnischen Architektur verbreitet waren.

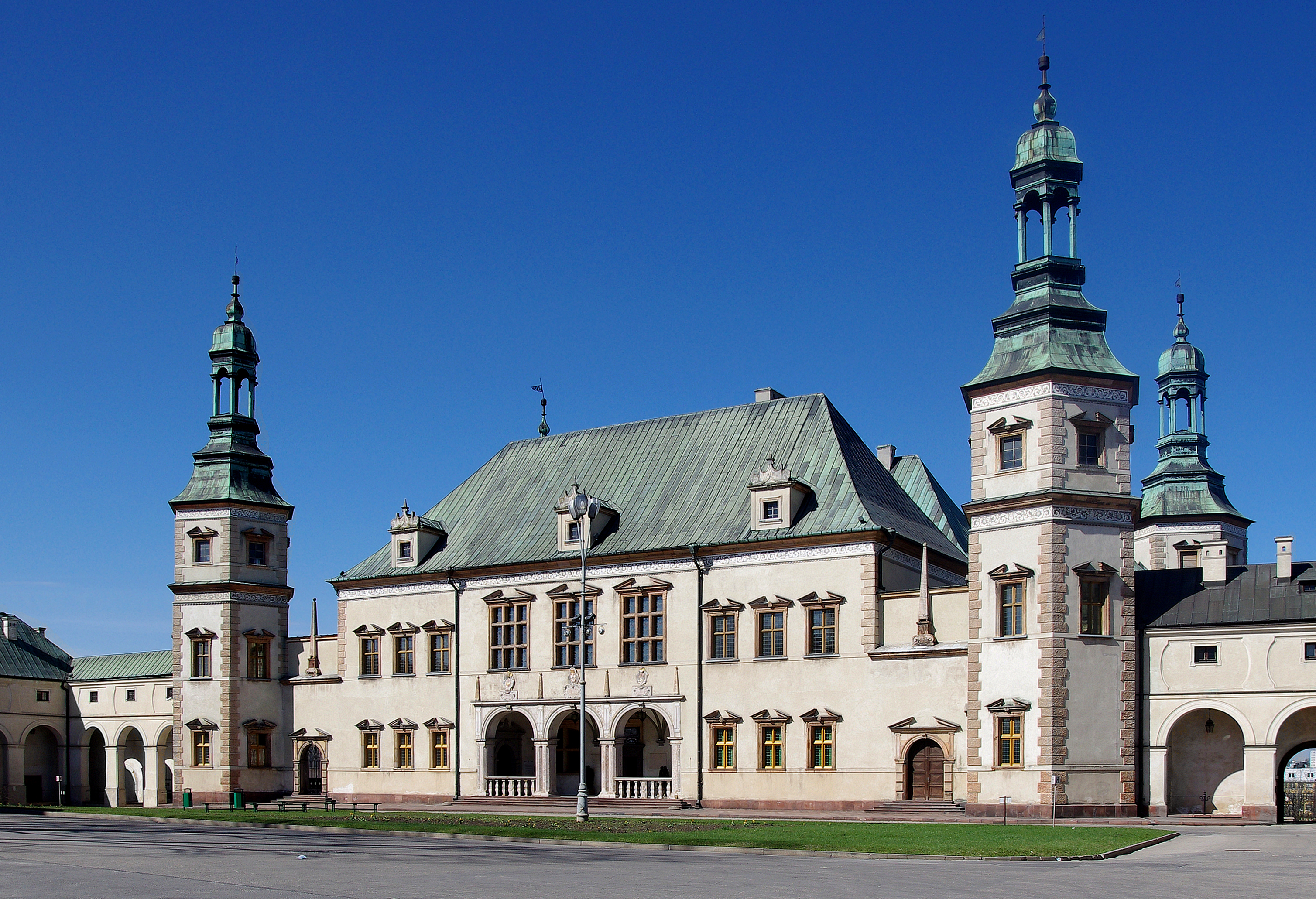
Bischofspalast Kielce
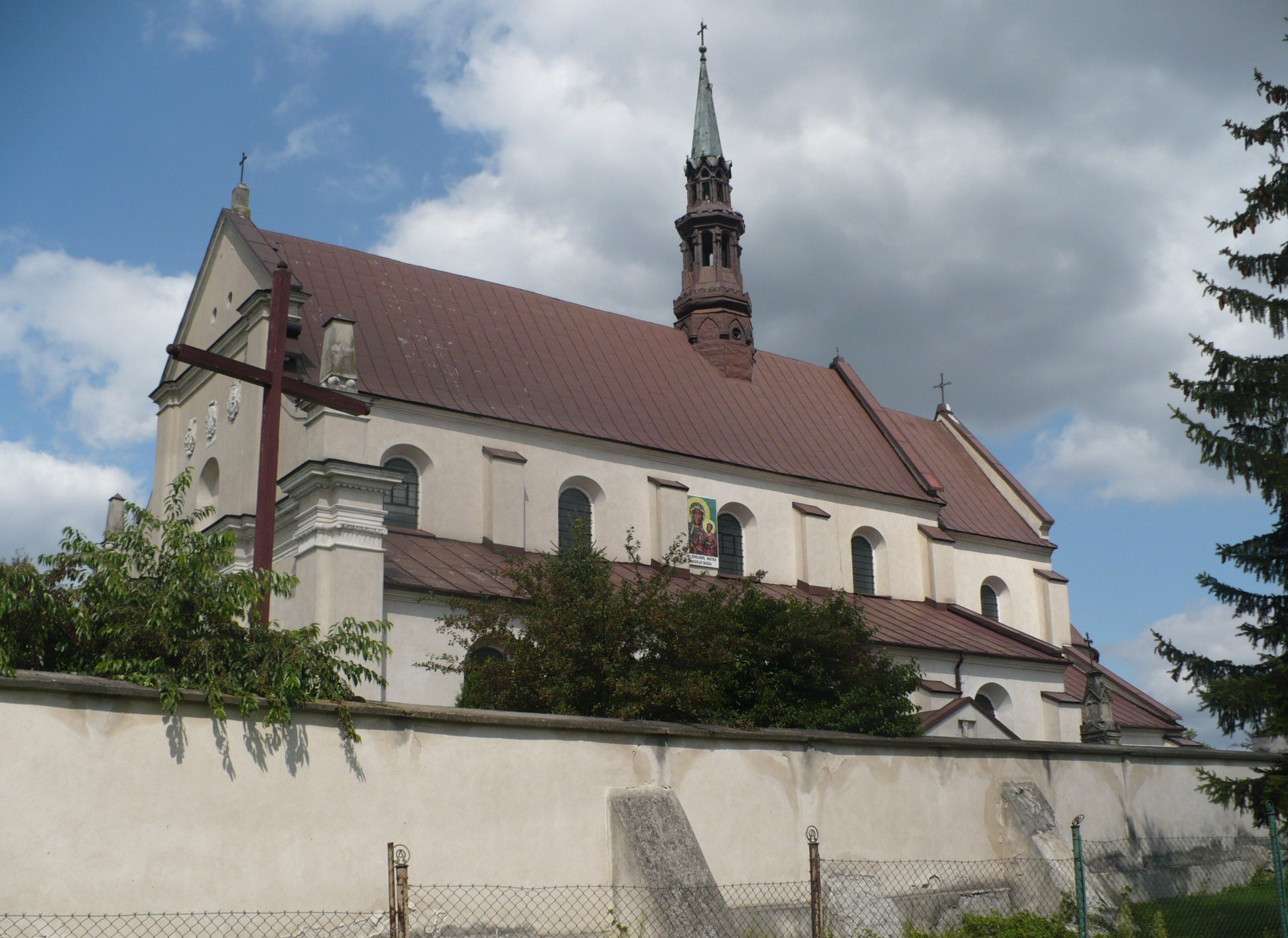
Pfarrkirche in Raków
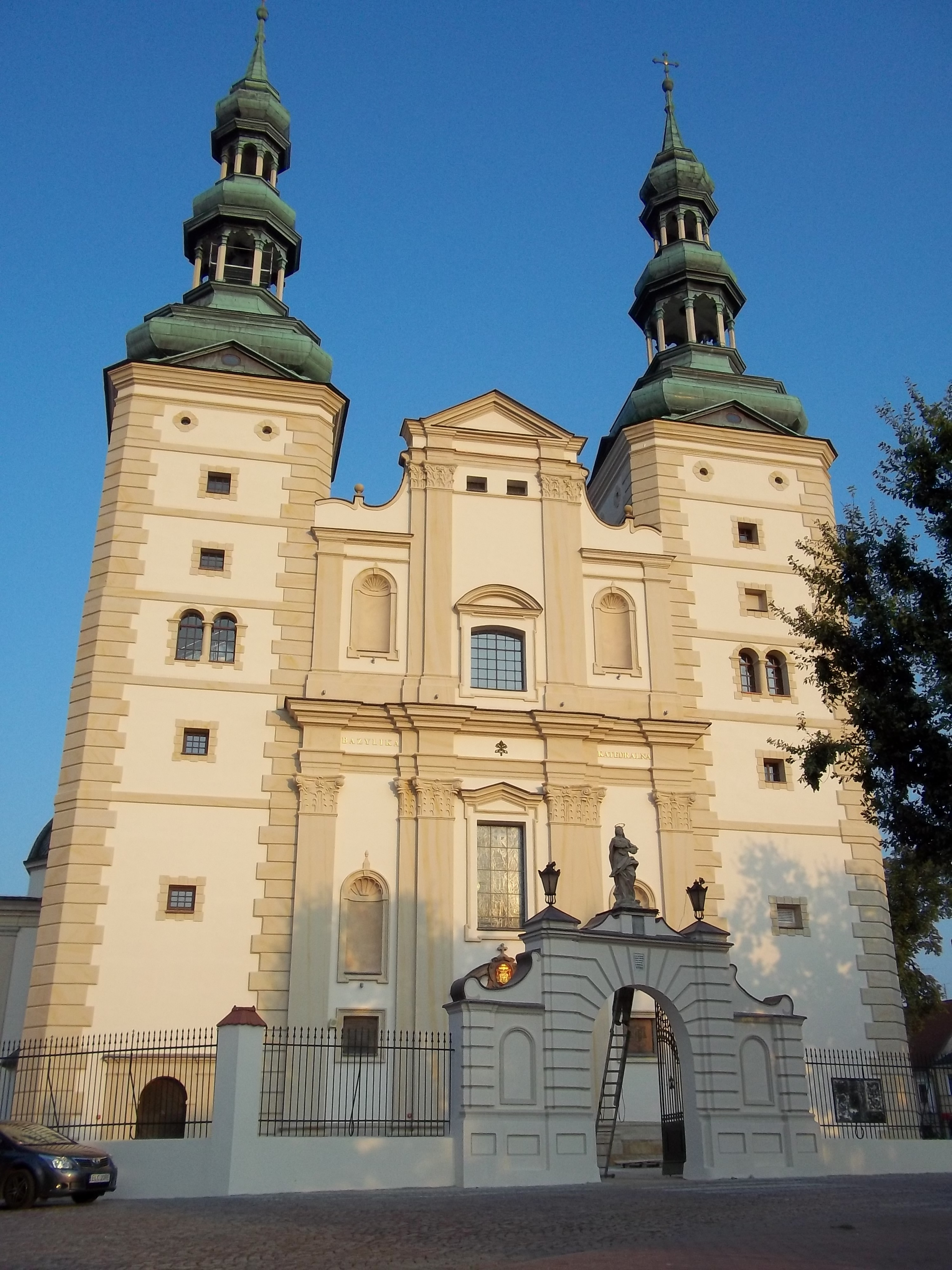
Kathedrale von Łowicz

## Belege
1. 1 2  Mariusz Smoliński: Tommaso Poncini. In: Historisches Lexikon der Schweiz.  26. August 2010.

| Personendaten    | Personendaten                              |
| ---------------- | ------------------------------------------ |
| NAME             | Poncini, Tommaso                           |
| ALTERNATIVNAMEN  | Poncino, Tomasz (polnisch)                 |
| KURZBESCHREIBUNG | Tessiner Baumeister und Architekt in Polen |
| GEBURTSDATUM     | um 1590                                    |
| GEBURTSORT       | Tessin                                     |
| STERBEDATUM      | 1659                                       |
| STERBEORT        | Warschau, Polen                            |